# Institut sociologique ukrainien
 (mars 2025).
L'Institut sociologique ukrainien (ISU) est un institut fondé par Mykhailo Hrushevskyi, 
avec la participation d'autres membres du Parti ukrainien des socialistes révolutionnaires, à l'automne 1919 à Vienne. 

## Historique
À partir de 1921, l'institut donne des cours sur les sciences sociales. Il publie 8 volumes en 1921, notamment : "Les débuts de la citoyenneté" par M. Hrushevsky, « Notes et documents pour l'histoire de la révolution ukrainienne », par P. Hrystyuka, « Galichyna en 1918-1920 » M. Lozynskyi, « Théorie de la nation » de V. Starosolskyi, « Depuis les débuts du mouvement de l'Ukraine sociale de M. Drahomanov et le cercle genevois". Le manque de fonds rends impossible de nouvelles éditions. Avec le déménagement de Hrushevskyi et de Khrystiuk en RSS d'Ukraine en 1924, l'ISU cesse d'exister.